# ウドントミカン
ウドントミカン（UDONTOMIKAN）は、松竹芸能東京に所属していた日本のお笑いコンビ。2013年4月結成。松竹芸能タレントスクール2013年4月生で、主に漫才で活動する。また、UUUMと業務提携し、2018年7月からYouTuberとしても活動。もとは関西を中心に活動していたが、2018年10月より東京に活動拠点を移す。2021年7月解散。

## メンバー
ウドンケン（うどんけん、1992年7月7日（33歳） - ）
- 本名は川井雅視（かわいまさし）
- 香川県坂出市出身。ツッコミ・ボケ担当。立ち位置は向かって右。身長170cm、血液型AB型。香川高等専門学校卒業。
- 趣味はロードバイクでサイクリング[2]、釣り、漫画、アニメ、うどん屋・ラーメン屋巡り。また学生時代からワークマンが好きで、YouTubeにも商品紹介などの動画を上げている。2021年2月からはワークマン公式アンバサダーに就任している。これは芸人としては初である。

ミカンくん（みかんくん、1992年8月5日（32歳） - ）
- 本名は石井伴哉（いしいともや）
- 和歌山県和歌山市出身。ボケ・ツッコミ担当。立ち位置は向かって左。身長170cm、血液型A型。桃山学院大学経済学部卒業。
- 趣味はドラム、音楽、アーティストのライブを観に行く、運動全般。
- 特技はモノマネ（本田圭佑[3]、糸井嘉男[4]、田村淳など）、野球ファン（ソフトバンク[5]、阪神）。

## エピソード
- デビューしてから芸名をまっしー（現：ウドンくん）とイッシー（現：ミカンくん）で活動していたが、拠点を東京に移すタイミングで事務所の先輩である安田大サーカスの団長から「ウドントミカンのまっしーとイッシーってややこしいねん!ウドンくんとミカンくんに変えろ!」と言われ、今の芸名へと改名した。2020年12月に「ウドンくん」から「ウドンケン」へと変更された。
- 2019年10月から『道の駅芸人』としても活動しており、現在は栃木県茂木町にある「道の駅もてぎ」を中心にイベントや町で撮影した動画をYouTubeに投稿している[6]。
- 2021年3月にYouTubeのチャンネル登録者数が1万人を突破した。
- 2021年7月解散。ウドンケンは松竹を退社し「まっしーうどん」に改名、「動画編集芸人」としてYouTuber活動。

## 過去のレギュラー番組
- ゲツ→キン（eo光テレビ）

## 単独ライブ
2017年
- 09月16日 - 「ツーデイズ~いやワンデイワンデイワンデイ!!~」（道頓堀角座/大阪）[7]

## 賞レースなどでの戦績
- 今宮子供えびすマンザイ新人コンクール
  - 第40回（2014年） 最終本戦進出
  - 第42回（2016年） 最終本戦進出
  - 第44回（2018年） 最終本戦進出
- M-1グランプリ [8]
  - 2015年 二回戦進出
  - 2016年 二回戦進出
  - 2017年 二回戦進出
  - 2018年 二回戦進出
  - 2019年 二回戦進出
- キングオブコント
  - 2017年 二回戦進出